# S Ori 70
S Ori 70 es un planeta extrasolar ubicado en el cúmulo de Sigma Orionis en la constelación de Orión. Tiene una masa que supone tres masas jovianas y es un planeta gaseoso. Fue descubierto el 24 de noviembre de 2002 por la señora Zapatero Osorio y un equipo del Observatorio del Roque de los Muchachos. Aún no se ha determinado si se trata de una enana marrón o un planeta de 3 millones de años de edad, que forma parte de un clúster.
Es posiblemente una subenana marrón.